# Lom stavkirke
Kościół klepkowy w Lom (Lom stavkirke) – kościół klepkowy (słupowy), znajdujący się w norweskim mieście Lom, w regionie Oppland. Pierwotnie znajdował się w dolinie Gudbrandsdal około 60 kilometrów na zachód od miejscowości Otta.
Powstał w połowie XII wieku. Z tego okresu pochodzą jego fundamenty. Konstrukcja nawy głównej oparta jest na wolno stojących belkach. Na początku XVII wieku miała miejsce gruntowna przebudowa świątyni. Dodano wtedy transept, a w 1608 roku wykonano dekorację prezbiterium. Nawa główna została przedłużona na zachód w 1634 roku. Chór oraz ambona wykonane zostały przez znanego rzeźbiarza norweskiego Jacoba Sæterdalena. Jest jednym z nielicznych kościołów norweskich, w których zdobienia kalenic w kształcie głów smoków dotrwały do dziś. Od czasu reformacji świątynia należy do Kościoła Norweskiego.

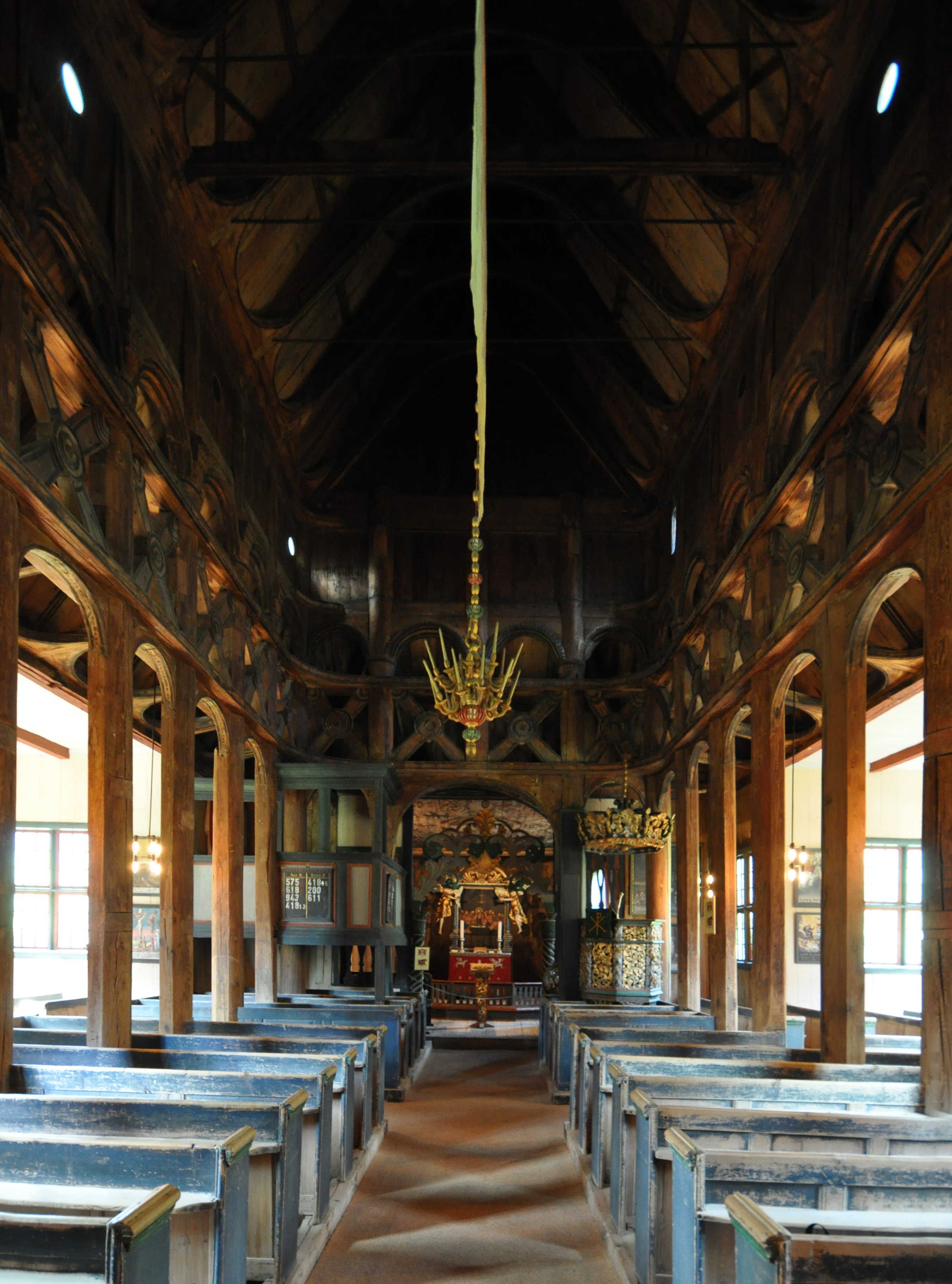
Wnętrze
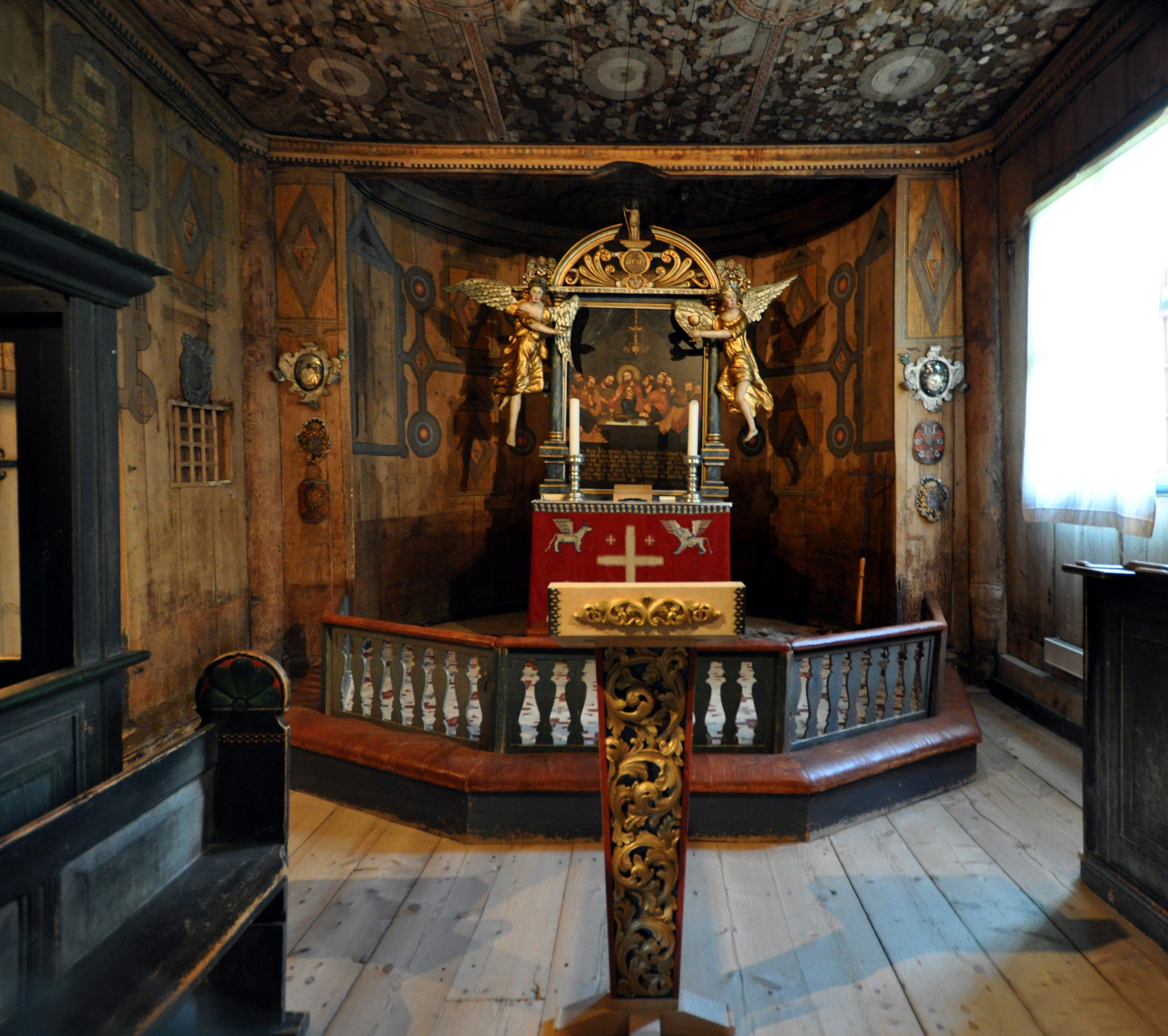
Ołtarz główny
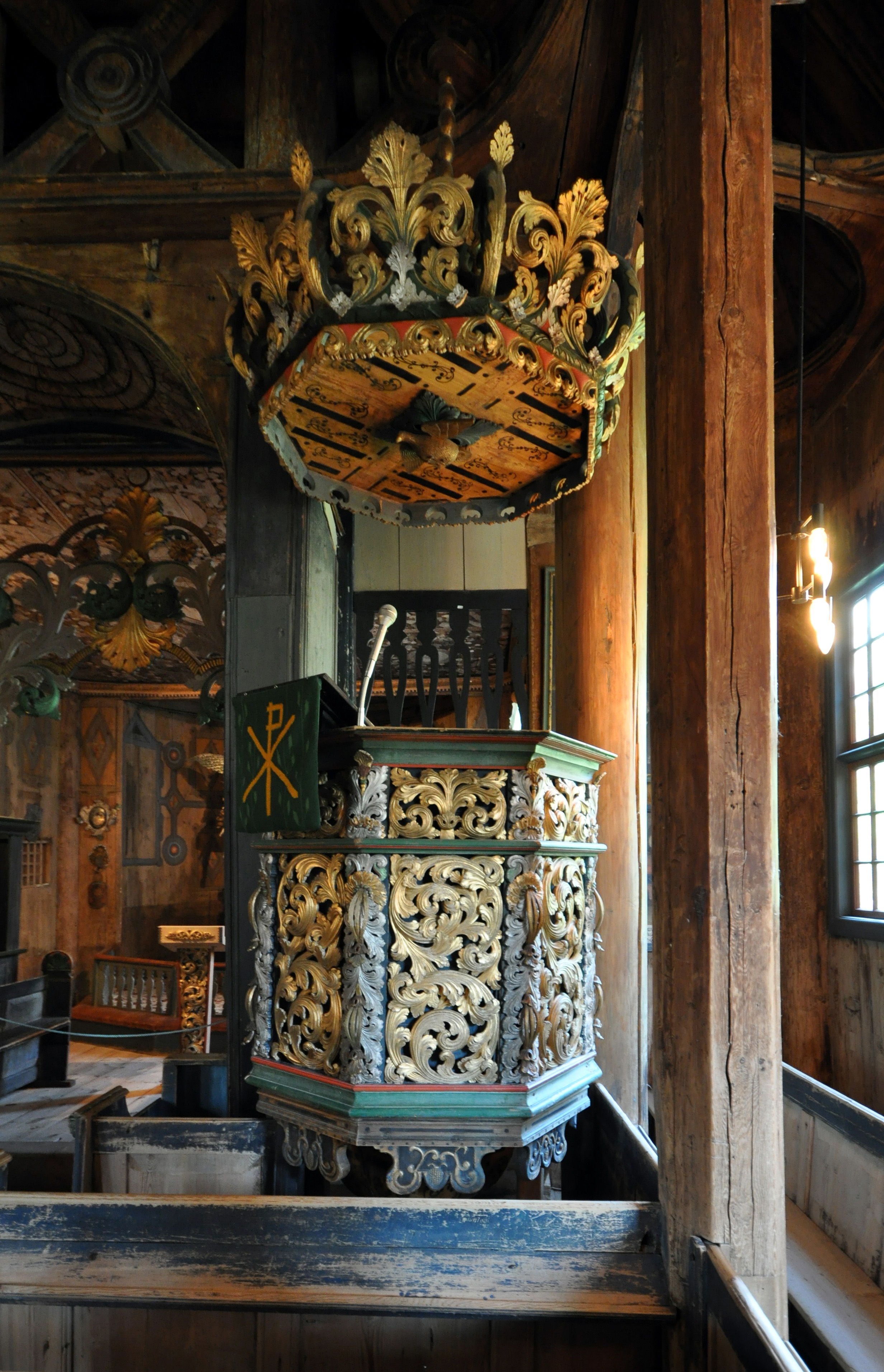
Ambona
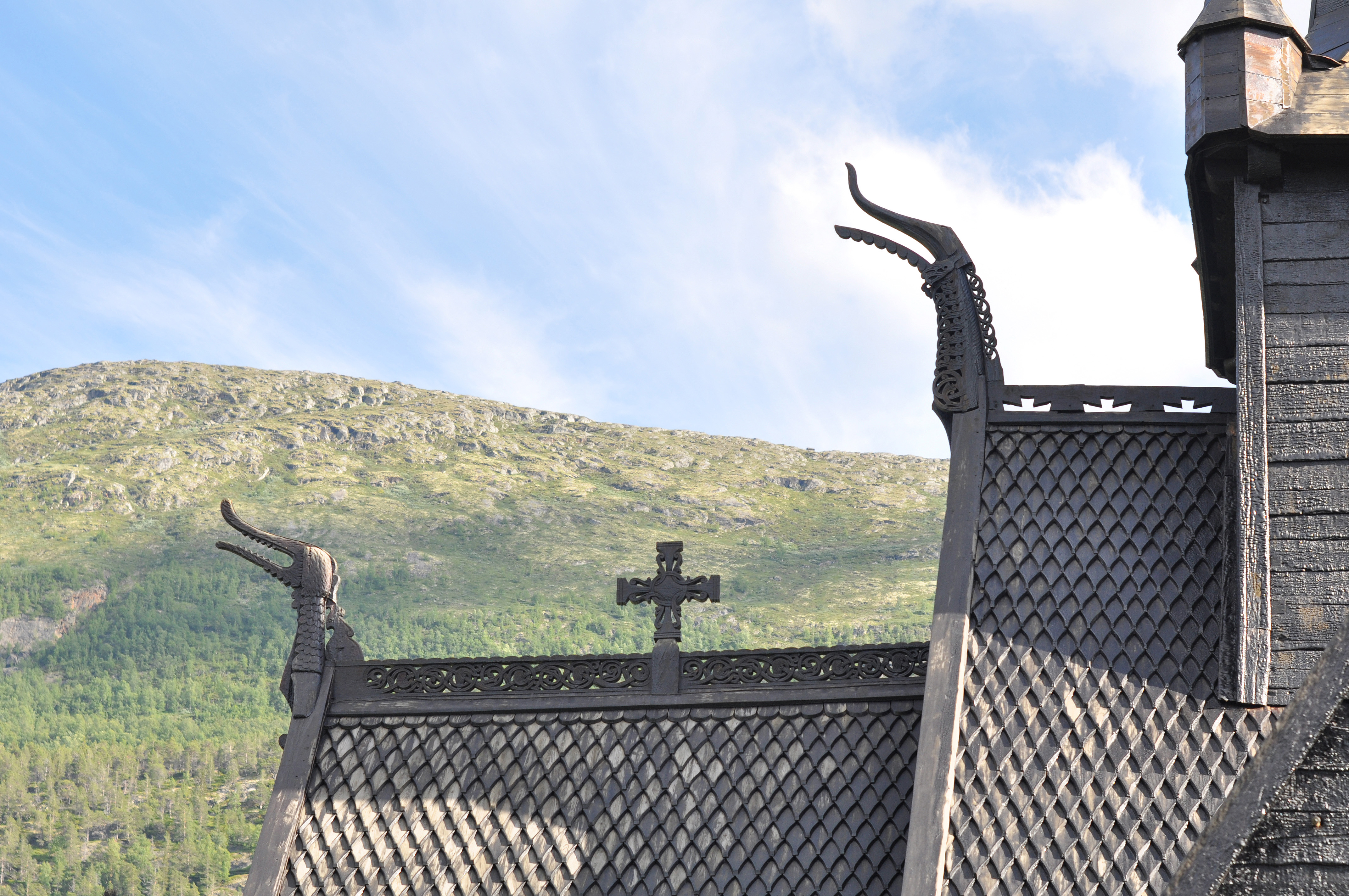
Zdobienia w kształcie głów smoków